# Mike Jones (fodboldspiller)
 Der er flere personer med dette navn, se Mike Jones.
Mike Jones (Født 19. august 1988) er en amerikansk fodboldspiller der spiller i forsvaret i Vendsyssel F.F.

## Tidligere klubber
- Sporting Kansas City
- Red Bull New York
- FC Hjørring